# George Villiers, Duce de Buckingham
George Villiers, Duce de Buckingham (28 august 1592 – 23 august 1628) a fost un om politic englez, favoritul regelui Iacob I al Angliei. A fost conducătorul de facto al statului în ultimii ani de domnie ai lui Iacob I, protectorul său, și în primii ani de domnie ai fiului acestuia, Carol I al Angliei, care la rândul său era foarte legat de Buckingham. Se crede că modul dezastruos în care a guvernat, a constituit unul din punctele de plecare ale războiului civil englez. A murit în 23 august 1628, asasinat de către fanaticul John Felton.

## Biografie

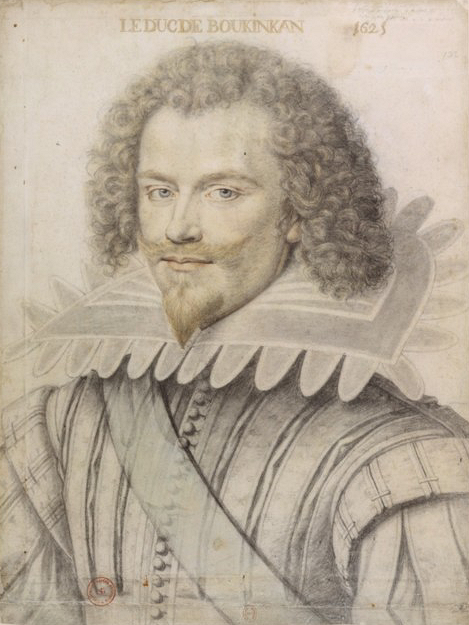
Portretul Ducelui de Buckingham de Dumonstier

S-a născut la Brooksby, Leicestershire, în 28 august 1592, fiul lui Sir George Villiers (1550-1604). Mama lui, Mary Villiers, Contesă de Buckingham (1570-1632), era fiica lui Anthony Beaumont de Glenfield. A rămas văduvă de timpuriu și l-a educat pentru o viață la curte, trimițându-l în Franța. Villiers știa să danseze și să mânuiască sabia foarte bine și vorbea puțin franceză. În august 1614, Villiers care avea reputația de "cel mai frumos corp masculin din toată Anglia", a fost adus în fața regelui în speranța că regele îl va plăcea și va diminua influența pe care o deținea favoritul regelui, Robert Carr, Conte de Somerset.

## Viața la curte
După introducerea sa la curte, George Villiers, sprijinit de Arhiepiscopul de Canterbury, George Abbot, și de regină, câștigă afecțiunea regelui Iacob I și a moștenitorului tronului, prințul de Galles. Regele îl numea copil dulce și soție, iar George Villiers a devenit favoritul lui; Iacob I l-a răsfățat și acoperit cu atenții. În mai puțin de doi ani a devenit baron Whaddon, viconte Villiers în 1616, conte de Buckingham în 1617. 

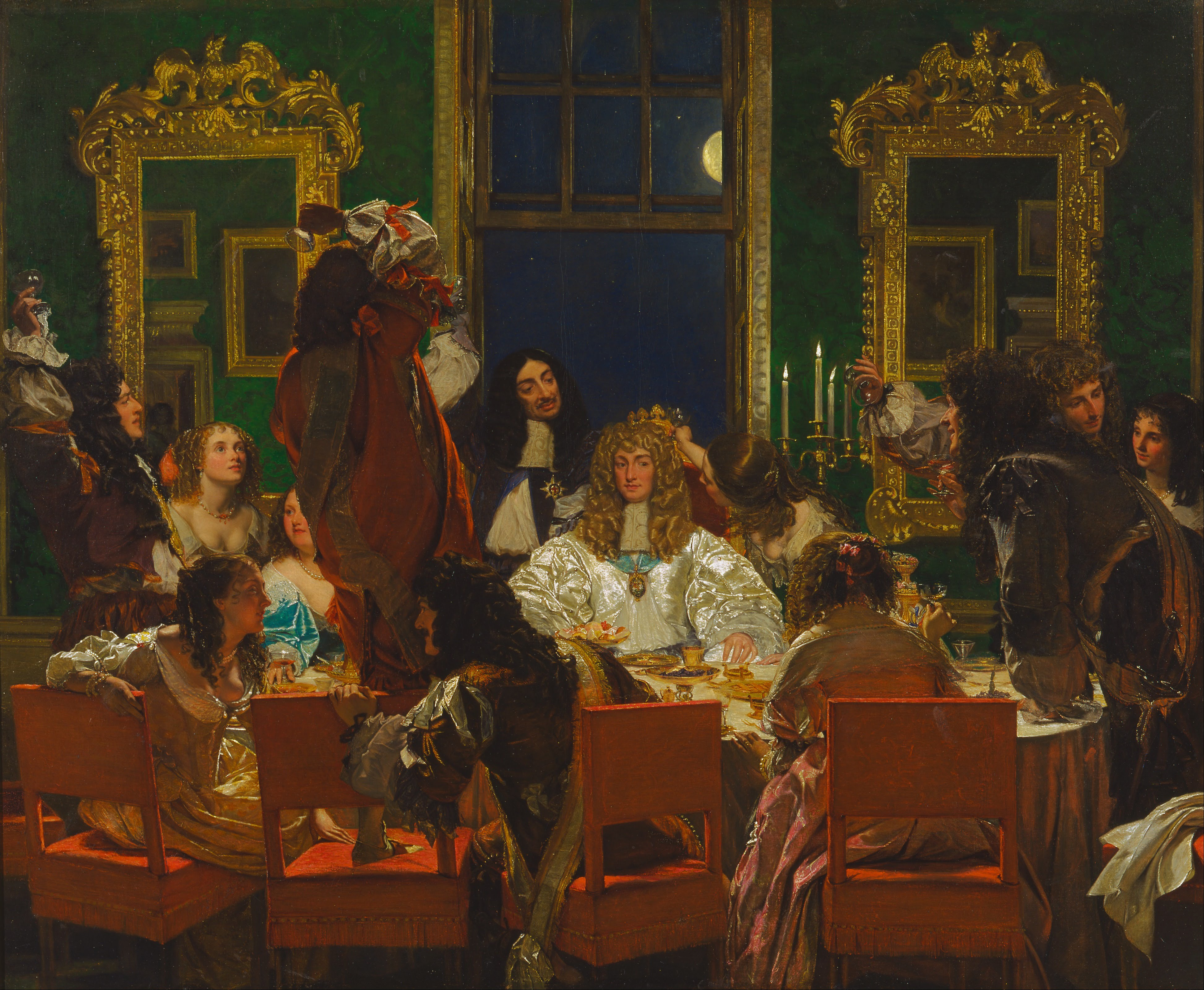
Viața lui Buckingham de Augustus Egg

În 1618 a ajuns la rangul de marchiz, iar în 1623 a devenit duce de Buckingham. după reducerile nobiliare din perioada Tudor, Buckingham era cel mai înalt în rang după membrii familiei regale. După urcarea sa la putere, Buckingham l-a ajutat pe Francis Bacon, a cărui carieră stagna în acea perioadă. Printre scrisorile lui Bacon, s-au găsit scrisori de recomandare de la favoritul regelui.
În ce măsură a existat un raport fizic între suveran și Buckingham, rămâne un subiect foarte controversat. Există multe mărturii contemporane, care atestă faptul că ducele era iubitul lui Iacob I: Edward Peyton, care era cavaler la Withehall în acea perioadă, scrie: "regele și-a vândut sentimentele lui Sir George Villiers, pe care-l rostogolește și sărută ca pe o amantă". În 1615 episcopul John Oglander a scris "nu am văzut niciodată un soț atât de iubitor cu frumoasa lui soție, cum l-am văzut pe regele Iacob cu favoriții săi, în special cu ducele Buckingham". În 1622, ambasadorul venețian descrie cum regele Iacob "nu mânca, nu cina, nu putea sta o oră fără el și cum îl considera toată bucuria lui". Corespondența dintre George Villiers și Iacob I este, de asemenea revelatoare. 
La restaurarea de la Apethorphe Hall din 2004-2008, s-a descoperit un pasaj secret ce lega camera lui Buckingham de cea a lui Iacob I.
În 16 august 1620 s-a căsătorit cu Katherine Manners, fiica lui Francis Manners, al VI-lea conte de Rutland. 

## Afaceri externe

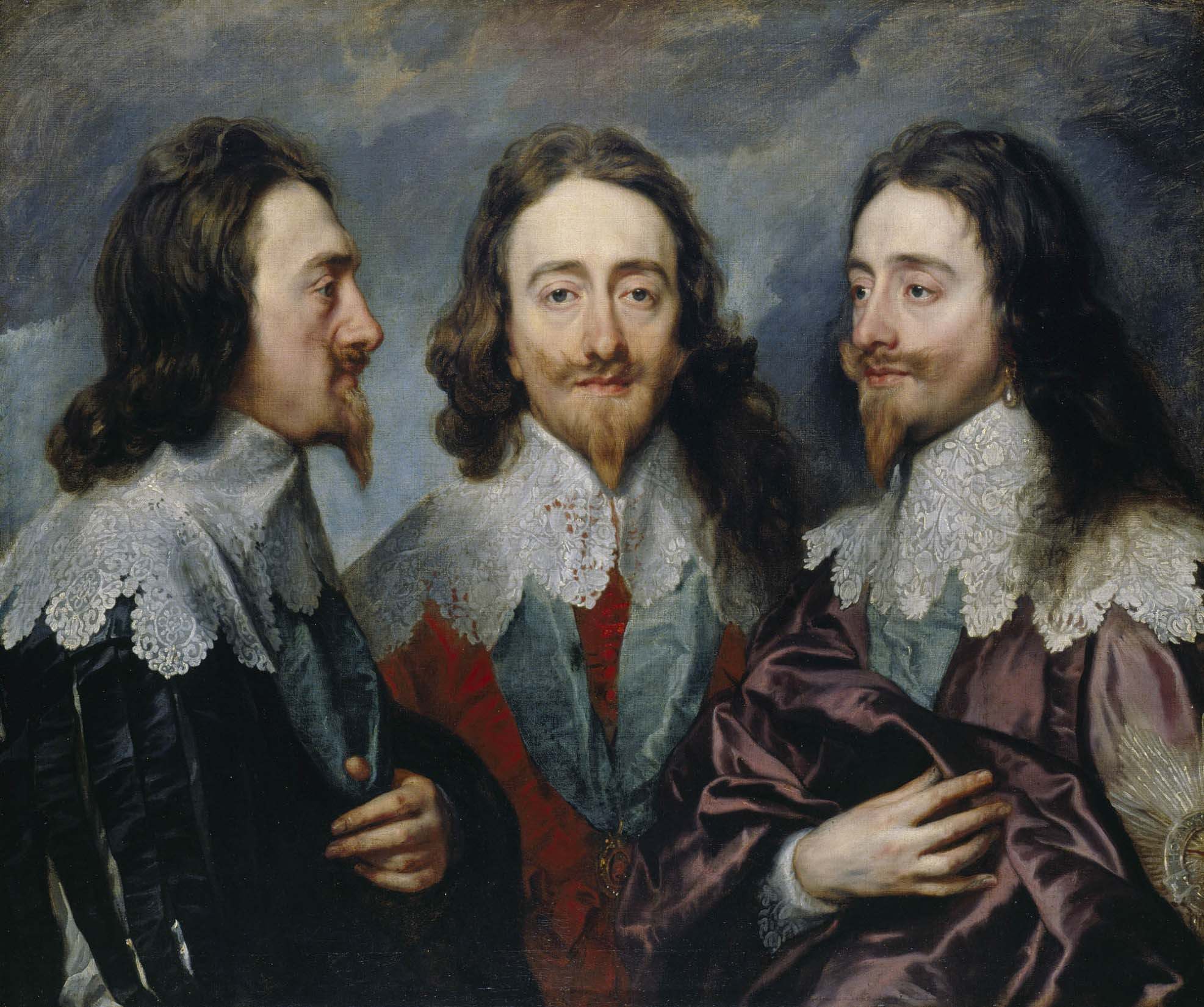
Carol I, portret de Antoon van Dyck

În 1623 a plecat în incognito în Spania, împreună cu fiul regelui, viitorul Carol I. Scopul acestei călătorii era de a realiza o alianță cu Spania, prin căsătoria lui Carol cu infanta Maria Anna, fiica lui Filip al III-lea. Dar tratativele au eșuat și la întoarcerea în Anglia, l-a convins pe Iacob I să declare război Spaniei. 
Tot el s-a ocupat de tratativele pentru căsătoria lui Carol cu Maria Henrietta a Franței. Ducele Buckingham, care avea o mare influență asupra viitorului Carol I, după moartea lui Iacob I în 27 martie 1625, a fost singurul care și-a menținut poziția la curte. Puterea lui a crescut și mai mult.
În 1625 a strâns o triplă alianță cu Danemarca și Țările de Jos. Popularitatea lui a avut mult de suferit, atunci când a fost acuzat de eșecul expediției militare conduse de Ernst von Mansfeld, un celebru general mercenar. 
Buckingham a condus o expediție cu scopul de a repeta acțiunile lui Francis Drake - sechestrarea principalului port spaniol Cadiz și arderea flotei ce se afla în port. Deși planul părea bine pus la punct, trupele engleze erau slab echipate, indisciplinate și slab pregătite. Descoperind un depozit de vin, pur și simplu s-au îmbătat, iar atacul a fost anulat.
Apoi Buckingham a condus o flotă pe mare cu scopul de a aștepta și ataca flota spaniolă ce transporta aur și argint din Lumea Nouă. Dar spaniolii preveniți, au evitat cu facilitate ambuscada planificată de englezi. Cu proviziile pe sfârșite, cu mulți oameni bolnavi sau muribunzi, englezii s-au întors șchiopătând spre casă, acoperiți de rușine. 
În 1627 Buckingham a condus un alt eșec: în încercarea sa de a-i ajuta pe noii săi aliați hughenoți în asediul de la La Rochelle, după o campanie de patru luni, este învins. A pierdut mai mult de 4000 de oameni, dintr-un total de 7000. La întoarcerea sa, Parlamentul a prezentat Petiția dreptului prin care condamna modul de a aduna oameni și bani pentru aceste expediții. Parlamentul a votat o declarație prin care condamna excesiva putere a lui Buckingham, atribuindu-i totodată insuccesele din ultimii trei ani și cerând regelui înlăturarea sa. Dar suveranul a intervenit din nou în favoarea lui și a dizolvat Parlamentul. 

## Moartea
În timpul conducerii sale incompetente, Parlamentul a încercat de două ori să-l înlăture de la putere și de fiecare dată Carol I a dizolvat Parlamentul. Dar ura poporului era atât de aprinsă, încât era considerat inamic public. Medicul său, Lambe, despre care se presupunea că are o influență nefastă asupra ducelui, a fost atacat pe stradă și ucis. Printre pamfletele din acele zile, unul prezicea: 
„Lăsații pe Carol și George să facă ceea ce pot,
Ducele va muri ca și doctorul Lambe”
Ducele Buckingham a fost înjunghiat la Greyhound Pub, în 23 august 1628, de către un ofițer fanatic, John Felton. Acesta credea că face un mare serviciu patriei. După moartea lui, după spusele lui Edward Hyde, I Conte de Clarendon, Carol I s-a aruncat pe pat și a plâns amarnic;a rămas închis în camera lui și nu a ieșit două zile.  A fost înmormântat la Westminster Abbey. Mormântul său are o inscripție în latină care poate fi tradusă ca Enigma lumii. Cu toate că moartea lui Buckingham a pus capăt conflictelor cu Franța și Spania, nu a pus capăt conflictelor dintre rege și Parlament. În schimb a pus capăt conflictelor dintre Carol I și soția sa, Maria Henrietta.
Felton a fost spânzurat în 29 noiembrie, în același an. 
Buckingham a fost unul din cei mai mari colecționari englezi de artă din secolul al XVII-lea. În afară de opere de artă de proveniență flamandă și italiană, colecția sa conținea multe opere de Rubens, cu care era prieten. După moartea lui, a fost confiscată de Oliver Cromwell și astăzi este împărțită între cele mai mari muzee ale lumii. 

## Urmași

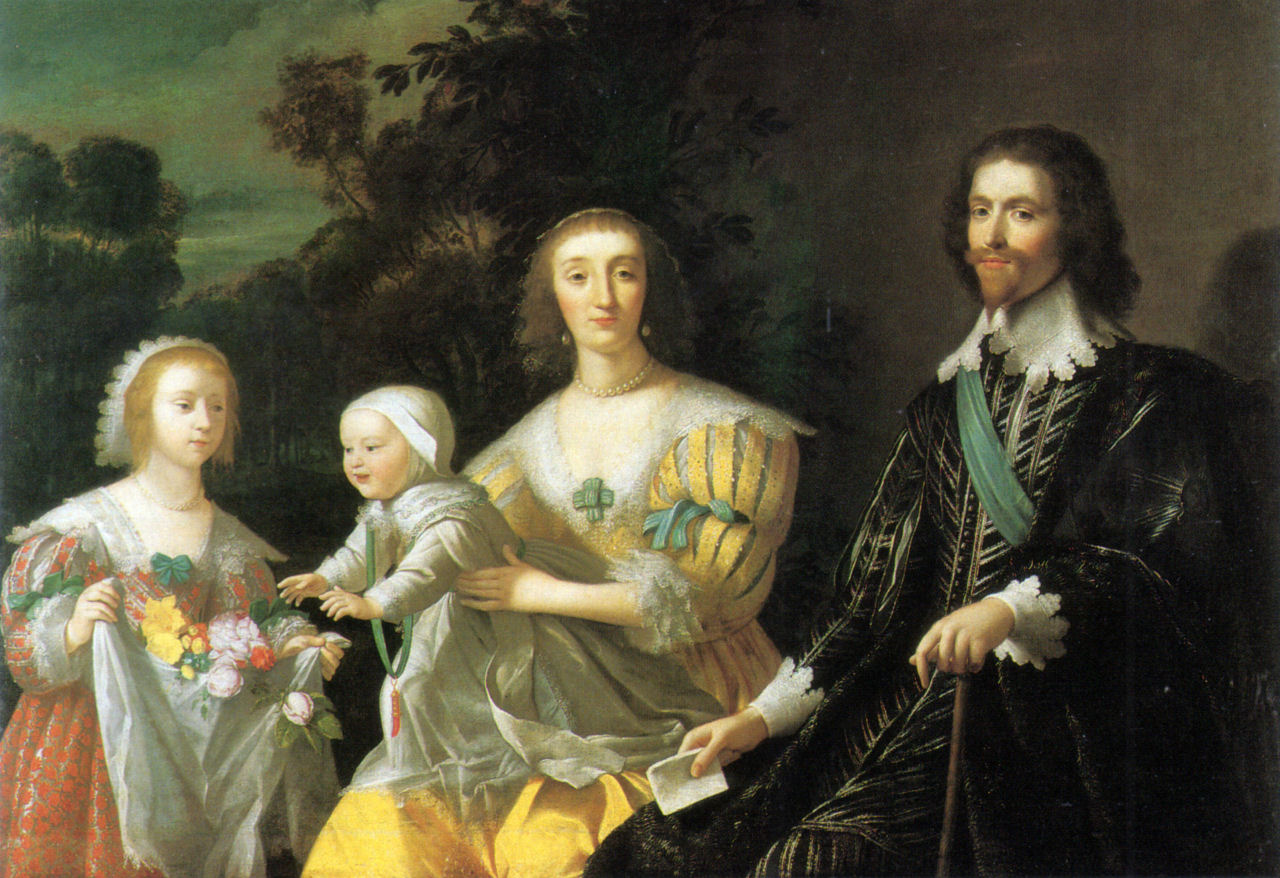
Ducele Buckingham cu soţia Katherine Manners şi copiii Mary şi George de Gerard van Honthorst

Din căsătoria cu Katherine Manners, ducele de Buckingham a avut patru copii:
- Mary Villiers (1622-noiembrie 1685)
- Charles Villiers, Conte de Coventry (17 noiembrie 1625 - 16 martie 1627)
- George Villiers, al II -lea Duce de Buckingham (30 ianuarie 1628 - 16 aprilie 1687)
- Lord Francis Villiers (1629-1648), a murit în timpul celui de-al doilea război civil englez.

## George Villiers în literatură

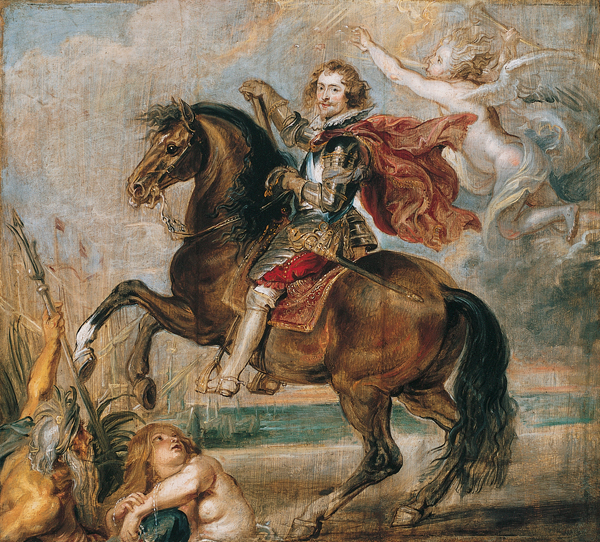
Ducele de Buckingham, portret de Rubens

Buckingham este o figură istorică foarte controversată. La începutul domniei lui Carol I și mai ales după asasinarea sa, au apărut multe pamflete satirice la adresa sa. Cele mai multe reflectau mândria sa și daunele pe care le-a provocat statului; multe dintre ele l-au apreciat pe John Felton.
Ducele de Rochefoucauld în Mémoires (Prima parte 1624-1642), povestește presupusa aventură a lui Buckingham cu Ana de Austria. După La Rochefoucauld, Richelieu, care era îndrăgostit de regina Ana de Austria, l-ar fi folosit pe Buckingham pentru a o spiona pe Madame de Carlyle. Cazul, cunoscut ca  Eghileții de diamane, l-a inspirat mai târziu pe Alexandre Dumas pentru acțiunea din romanul Cei trei mușchetari.
George Villiers este unul din personajele centrale ale romanului Cei trei mușchetari (1844), de Alexandre Dumas tatăl. În roman este un personaj pozitiv și are o poveste de dragoste cu regina Ana de Austria, soția lui Ludovic al XIII-lea al Franței. Era renumit pentru fizicul și frumusețea sa. Nu există documente care să determine existența acestei relații.
În cartea sa Povestea unui copil din Anglia, Charles Dickens dimpotrivă, nu-și ascunde antipatia față de duce. Acțiunile lui Buckingham poartă Anglia la un război cu Franța și Spania. Dickens a comentat: Din cauza unor motive meschine și a unor creaturi atât de mici,  izbucnesc uneori războaiele. Departe de a deplora asasinarea lui Buckingham, Dickens spune că era destinat să cauzeze prea multe daune acestei lumi. 

## Cinema
Personajul ducelui de Buckingham este interpretat de:
- John Sutton în Cei trei mușchetari (1948)
- Jacques Bhertier în Cei trei mușchetari(1961)
- Simon Ward în Cei trei mușchetari (1973)
- Jeremy Clyde în D'Artagnan
- Orlando Bloom în Cei trei mușchetari
- Nicholas Galitzine în Mary&George (2024)